# Serrat del Trist
El Serrat del Trist és una muntanya de 451 metres que es troba al municipi de les Avellanes i Santa Linya, a la comarca catalana de la Noguera.